# Georges Blaness
Georges Blaness est un acteur, chanteur, auteur et compositeur français né le 18 juillet 1928 à Cherchell (Algérie) et mort le 14 décembre 2021 à Vaucresson (Hauts-de-Seine).
Il est notamment connu pour avoir doublé pour le chant plusieurs comédiens dans les films de Jacques Demy, dont Les Parapluies de Cherbourg (1964), Les Demoiselles de Rochefort (1967) et Une chambre en ville (1982).

## Biographie

### Débuts
Il débute en Algérie dans l'orchestre de Jo Barousse avant de regagner la France au moment de la vague de rapatriements précédant l'indépendance du pays. Il en gardera une certaine nostalgie que reflètera son répertoire (Noël d'Alger, Qui me rendra mes rues d'Alger ?).
Doté d'une belle voix de baryton, il enregistre plusieurs 45 tours avec des chansons telles que L’Herbe parfumée, Concerto d’automne, Que sera, sera (du film L'Homme qui en savait trop), Les souvenirs sont faits de ça, Sur les ponts de Paris joli (1956) puis, en 1963, Mon ami de Paris.

### Les Parapluies de Cherbourg
La même année, il est remarqué par Michel Legrand et Jacques Demy qui lui proposent de doubler pour le chant le comédien Marc Michel dans leur premier film musical : Les Parapluies de Cherbourg. Il collaborera par la suite régulièrement avec le duo, doublant par deux fois Michel Piccoli dans Les Demoiselles de Rochefort (1967) et Une chambre en ville (1982).
En 1964, il participe au concours de la Rose d'or d'Antibes avec Les Corsaires de l'été. Auteur-compositeur (Docteur, est-ce-grave ? pour Annie Cordy en 1967, Le Cœur en juillet pour Isabelle de Funès en 1969), il a interprété plusieurs titres à succès comme le générique de la série télévisée Les Globe-trotters en 1966.

### Le Big Bazar
En 1970, il intègre le quatuor vocal Les Poivre et Sel, créé par le comédien-chanteur Dominique Tirmont, avec Francis Linel et Robert Piquet. Il devient à la même époque directeur artistique du Big Bazar de Michel Fugain avec lequel il compose plusieurs chansons (Comme un soleil, Le Printemps, etc.).

### Dernières années
En 1984, il joue dans Vincent et Margot, comédie musicale de et avec Pierrette Bruno, musiques de Vincent Scotto et arrangement de Jo Moutet au théâtre de la Renaissance.

### Cinéma
Georges Blaness a tenu quelques petits rôles au cinéma, notamment dans La Métamorphose des cloportes de Pierre Granier-Deferre, Va mourire et Le Plaisir (et ses petits tracas) de Nicolas Boukhrief, ainsi que plusieurs films de Philippe Clair.

### Vie privée
Marié à la comédienne et chanteuse Lucette Raillat, il est l'oncle du comédien Bruno Carette (1956-1989). Bruno et Georges sont enterrés dans la même tombe au cimetière des Semboules à Antibes (emplacement P7).

## Théâtre
- 1971 : La Maison de Zaza de Gaby Bruyère, mise en scène Robert Manuel, théâtre des Nouveautés
- 1972 : Madame Pauline, comédie musicale de Darry Cowl d'après La Maison de Zaza de Gaby Bruyère, mise en scène Darry Cowl, théâtre des Variétés
- 1990 : Tiercé gagnant de John Chapman, adaptation française de Stewart Vaughan et Jean-Claude Islert, mise en scène Christopher Renshaw, théâtre de la Michodière

## Filmographie

### Cinéma
- 1964 : Les Parapluies de Cherbourg de Jacques Demy : Roland Cassard (voix chantée)
- 1965 : Déclic et des claques de Philippe Clair : Georges
- 1965 : La Métamorphose des cloportes de Pierre Granier-Deferre : Omar
- 1967 : Les Demoiselles de Rochefort de Jacques Demy : Simon Dame (voix chantée)
- 1971 : L'Âne de Zigliara de Jean Canolle
- 1972 : Le Tueur de Denys de La Patellière : un pied-noir
- 1980 : Rodriguez au pays des merguez de Philippe Clair : La Sanche
- 1982 : Une chambre en ville de Jacques Demy : Edmond Leroyer (voix chantée) / le chef des CRS
- 1982 : Plus beau que moi, tu meurs de Philippe Clair : Le cheik
- 1984 : L'Addition de Denis Amar
- 1984 : Par où t'es rentré ? On t'a pas vu sortir de Philippe Clair
- 1990 : Jean Galmot, aventurier d'Alain Maline
- 1995 : Va mourire de Nicolas Boukhrief : Maurice
- 1998 : Le Plaisir (et ses petits tracas) de Nicolas Boukhrief : Marcel

### Télévision
- 1971 : Un enfant dans la ville
- 1972 : Les Thibault : Isaac Studier
- 1972 : Kitsch-Kitsch
- 1972 : Au théâtre ce soir : Faites-moi confiance de Michel Duran, mise en scène Alfred Pasquali, réalisation Pierre Sabbagh, théâtre Marigny : Balardi
- 1980 : Viva Mexico : Coco
- 1982 : Les Sept Jours du marié
- 1983 : Clémentine : Casal père
- 1986 : Marie Love : le cheik
- 1989 : Les Compagnons de l'aventure
- 1990 : Haute Tension, épisode Les Amants du lac
- 1990 : Navarro, épisode « Fils de périph » : le père de Sara
- 1990-1992 : Un privé au soleil : Sauveur
- 1992 : Tiercé gagnant : Tony la Frime
- 1997 : L'Instit, épisode  Frères de sang (4.05) de Williams Crépin : Jean-Daniel